# Layahima chiangi
Layahima chiangi är en insektsart som beskrevs av Banks 1941. Layahima chiangi ingår i släktet Layahima och familjen myrlejonsländor. Inga underarter finns listade i Catalogue of Life.